# اکویل، آلبرتا
اکویل، آلبرتا (به انگلیسی: Eckville, Alberta ) یک منطقهٔ مسکونی در کانادا است که در آلبرتای مرکزی واقع شده‌است. اکویل ۱٬۱۲۵ نفر جمعیت دارد و ۹۳۰ متر بالاتر از سطح دریا واقع شده‌است.